# ありがとう (Honey L Daysの曲)
「ありがとう」は、日本のロックデュオ・Honey L Daysのメジャー3作目のシングル。

## 概要
- 前作「君のフレーズ/キミの為に僕が強くなる」から約4か月ぶり、初の両A面ではない単独A面によるシングル。
- 初めてテレビ番組及び複数のタイアップが付いた。
- ジャケットの異なるCD+DVD規格とCD規格の2形態で発売され、DVDには表題曲のミュージック・ビデオとメイキング映像が収録された。

## 収録曲
| #         | タイトル                      | 作詞             | 作曲      | 編曲             | 時間  |
| --------- | ----------------------------- | ---------------- | --------- | ---------------- | ----- |
| 1.        | 「ありがとう」                | KYOHEI、MITSUAKI | KYOHEI    | Masataka Kitaura | 5:06  |
| 2.        | 「Rain」                      | MITSUAKI         | KYOHEI    | KYOHEI           | 4:11  |
| 3.        | 「Love me」                   | KYOHEI、MITSUAKI | Crip      | Crip             | 5:36  |
| 4.        | 「ありがとう (Instrumental)」 |                  | KYOHEI    | Masataka Kitaura | 5:05  |
| 5.        | 「Rain (Instrumental)」       |                  | KYOHEI    | KYOHEI           | 4:11  |
| 合計時間: | 合計時間:                     | 合計時間:        | 合計時間: | 合計時間:        | 24:09 |

### 解説
1. ありがとう
ファンやスタッフ、仲間や家族に対する感謝の気持ちを書いたポップな楽曲。サビをキャッチーに聴かせるために、シンプルかつ軽快なイメージでAメロは自身初のラップ調になっている[1]。
2. Rain
初のMITSUAKI単独作詞作で、失恋した心の叫びを表現している楽曲。MITSUAKI曰く「歌詞を書いた頃がちょうど雨の時期だった」とのこと[1]。
3. Love me
CD規格のみ収録されている楽曲で、初めてKYOHEIが作曲に携わっていない[1]。
4. ありがとう (instrumental)
表題曲のインストゥルメンタルバージョン。
5. Rain (instrumental)
カップリング曲のインストゥルメンタルバージョン。

## 参加ミュージシャン
Honey L Days
- MITSUAKI：Vocal (#1,2,3)
- KYOHEI：Vocal (#1,2,3)、Guitar (全曲)

Support Musician
- 北浦正尚：All Instruments (#1)[注 1]
- Ikuo：Bass (#2)
- 淳士：Drums (#2)
- 綾田"miitzza"光章：Percussion (#1)

## タイアップ
- フジテレビ系情報バラエティ番組『なべあちっ!』エンディングテーマ (#1)
- フジテレビ系列お笑いバラエティ番組『志村屋です。』2009年5月度エンディングテーマ (#1)

## 収録アルバム
- 伝えたいことがあるから (#1)
- THE BEST DAYS (#1)